# Босанске пирамиде
Босанске пирамиде је псеудоархеолошки термин који се користи за низ природних геолошких формација које се називају „флатиронима“ у близини места Високо у Босни и Херцеговини, северозападно од Сарајева, а пре свега за брдо по имену Височица (смештено на 43° 58′ 40″ N 18° 10′ 38″ E / 43.97778° С; 18.17722° И), које је доспело у средиште пажње међународне јавности у октобру 2005, након опсежне медијске кампање, чији је циљ било промовисање квазинаучне теорије да је дело људских руку и да представља највећу древну пирамиду на Земљи.
Европско удружење археолога је у децембру 2006. овим поводом издало саопштење у коме се каже: Ова превара представља сурову обману необавештене јавности и нема места у свету истинске науке.
Брдо Височица, висине 213 m, под којим се налази средњовековни град Високи, некада је било настањено и обликом приближно подсећа на пирамиду. Идеју да оно представља древну грађевину објавио је металски радник, предузетник, контроверзни доктор социологије и самопрокламовани истраживач Семир Османагић који је у то време био настањен у Хјустону, Тексас, САД. Његова каснија ископавања на овој локацији су открила наводни поплочани улаз и тунеле, као и камене блокове и древни малтер, којим је према његовим тврдњама некада била прекривена ова наводна грађевина.
Османагић је такође изнео тврдње да је у ископавању учествовао међународни тим археолога из Аустралије, Аустрије, Ирске, Шкотске и Словеније.
Упркос томе, многи археолози на које се Османагић позива тврде да нису пристали да учествују у наводним истраживањима и да никада нису били на локацији. Ископавања су почела у априлу 2006, и обухватала су и опсежне земљане радове којима је циљ био преобликовање брда, тако да подсећа на степенасту пирамиду Маја.
У јуну 2016. године отворен је "Парк Равне 2" у долини брда Равне са ботаничким вртовима и медитацијским платформама. Туристички промет помогао је привреди Високог, којег годишње посјети десетине хиљада туриста.

## Деманти и критике међународне стручне јавности
Научна истраживања ове локације су показала да се на њој не налазе никакве пирамиде.
Поред критика Османагићу, многи еминентни научници из целог света су упутили оштре критике на рачун власти Федерације Босне и Херцеговине због финансијске и логистичке подршке нестручним ископавањима која прете да униште аутентични средњовековни локалитет. Упркос аргументованим примедбама угледних и стручних личности, ове критике нису уродиле плодом.

## Подршка високог представника УН, Кристијана Шварц-Шилинга
Тадашњи високи представник УН за Босну и Херцеговину, Кристијан Шварц-Шилинг, који је више пута посетио Височицу, изразио је неслагање са критикама међународне научне заједнице и затражио од ње да подржи „овај за БИХ изузетно вредан пројекат“. Он је том приликом изнео и своје стручно мишљење:
| „ | Не верујем да је ово настало природним путем, и они скептични научници који то тврде, нека дођу овамо, направе експеримент и то докажу. | ” |

 Ипак, важно је напоменути да Кристијан Шварц-Шилинг није археолог нити поседује формално археолошко образовање.

## Тумачења

### Османагићево тумачење
Априла 2005. Семир Османагић је посетио височки Завичајни музеј, где му је професор Сенад Ходовић изнео податке о средњовековној Босни и каменим остацима средњовековног града Високи на Височици. Објашњавајући како се са Височице виде три краљевске престонице, споменуо је да Височица има пирамидални облик, што је редак феномен. Османагић се заинтересовао за ову појаву и прибавио дозволу да врши бушења, након чега је изнео тврдње да је уочио многобројне аномалије које указују на то да се испод брда Височица, односно њеног горњег дела, налази пирамида.
Османагић је прозвао Височицу „Пирамидом Сунца“, а два оближња брда, идентификована као пирамиде на основу сателитских и ваздушних фотографија, „Пирамидом Месеца“ и „Пирамидом босанског змаја“. У извештајима се помињу још две наводне пирамиде: „Пирамида Земље“ и „Пирамида љубави“. У интензивној медијској кампањи која је уследила, Османагић је изнео тврдње да су наводне пирамиде изградили древни Илири, антички становници Балкана око 12.000 пре наше ере. Али у интервјуу Филипу Кепенсу (енгл. Philip Coppens) из часописа Нексус (енгл. Nexus magazine) (Април/мај 2006), Османагић је покушао да исправи претходне наводе тврдећи да су га погрешно цитирали: он заиста тврди да су наводне пирамиде највероватније саградили Илири, који су према његовим тврдњама настањивали ову област између 12.000 и 500. п. н. е., па су наводне пирамиде зато највероватније изграђене негде у том периоду, а не тачно 12.000. године пре нове ере. У последње време Османагић тврди да је „пирамида“ стара око 7.000 година.
Османагић истиче да су четири стране брда Височица окренуте према странама света (исток, запад, север, југ) како су наводно изграђене све пирамиде. Ово није тачно и може се лако проверити помоћу апликације Гугл ерт (енгл. Google Earth). Одступање од претпостављеног правца је скоро 30 степени.
Пред крај 2005. године, Османагић је уз подршку институција БИХ основао фондацију Археолошки парк: Босанска пирамида Сунца а на место председника за логистику је поставио професора Сенада Ходовића. Почетком јануара, др. Амер Смаилбеговић, члан Фондације Археолошки парк: Босанска пирамида Сунца, анализирао је резултате термалне инерције и на основу њих закључио да брда Височица (Босанска пирамида Сунца), Пљешевица (Босанска пирамида Месеца) и још два узвишења представљају аномалије. Према његовим речима ова узвишења се хладе брже од околине због тога што су присутни материјали мање густине, веће порозности, као и унутрашње шупљине и пролази, што утиче на губитак топлоте нормалан за вештачке структуре.
Наводна истраживања су вршена у тунелу недалеко од Височице, на Равнама, а где су пронађени блокови пешчара тешки до пет тона за које се тврди да су обрађени људском руком. У тунелима је утврђен садржај кисеоника од 20,9% што наводно потврђује тезу о вентилационим системима унутар тунела. Поред тога се тврди да у тунелима постоје раскрснице под правим угловима које се подударају са странама света: исток-запад, север-југ.
Османагић се позива на наводна мерења геодетског завода БиХ, према којима су странице основе дуге по 364 m, а стране чине једнакостраничне троуглове чији су сви углови прецизних 60 степени. Даље се тврди да је северна страна оријентисана према „космичком северу“, односно да постоји одступање од географског севера за 21'. Поред тога, тврди да му је у катастарској канцеларији општине Високо потврђено да геодетски врхови три пирамиде (Пирамида Сунца, Месеца и Босанског змаја) чине једнакостранични троугао од по 60 степени, где наводно нема одступања ни за један минут, што је потврђено наводним сателитским снимцима.
На североисточној страни пирамиде Сунца су трећег дана истраживања (17. април 2006) пронађени камени блокови брече за које се тврди да су обрађени људском руком. Ово је према тврђењу Османагића и његових следбеника најозбиљнији доказ постојања Босанске пирамиде Сунца.

### Научна објашњења
Османагићеве наводе, објављиване у масовним медијима, оспорава велики број стручњака који га оптужују да промовише псеудонаучне теорије и да својим ископавањима уништава стварне археолошке локације. Амар Карапуш, кустос Народног музеја Босне и Херцеговине у Сарајеву је овим поводом изјавио: 
„Кад сам први пут прочитао о пирамидама, мислио сам да је то врло смешно. Нисам могао да поверујем да би било ко на свету могао да поверује у тако нешто.“
Професор Гарет Фејган (енгл. Garrett Fagan) са универзитета у Пенсилванији тврди: „Не би требало дозволити да се уништавају стварна археолошка налазишта у нечијем покушају да пронађе своје заблуде[...] То је као да је некоме дата дозвола да преоре булдожерима Стонхенџ да би испод њега пронашао тајне одаје са изгубљеним древним мудростима."
Кертис Ранелс (енгл. Curtis Runnels), експерт за праисторијску Грчку и балканске државе са Универзитета у Бостону каже: „У периоду пре 27.000 до 12.000 година, Балкан је био окован ледом у последњем глацијалном максимуму, периоду веома хладне и суве климе са глечерима на неким од планинских венаца. Једини становници ове области су били горњепалеолитски ловци и сакупљачи који су за собом оставили остатке логоришта на отвореном и трагове боравка у пећинама. Ови остаци се састоје од једноставних камених алатки и остатака животиња и биљака којима су се хранили. Ти људи нису поседовали ни алатке ни вештине потребне за изградњу монументалних архитектонских објеката."
Енвер Имамовић са Сарајевског Универзитета, бивши директор Народног музеја у Сарајеву, изразио је забринутост због опасности да би ископавања могла да униште стварна археолошка налазишта, као што је средњовековна краљевска престоница Високи. Он тврди да би ископавање „неповратно уништило национално историјско благо ". Ископавања која су археолози извршили у лето 2008, независно од рада Фондације, открила су обиље средњовековних артефаката и обновила захтеве властима да се Османагићу укине дозвола за ископавање.
У писму уредништву лондонског Тајмса датираном 25. априла 2006, професор Ентони Хардинг (енгл. Anthony Harding), председник Европског удружења археолога, назвао је Османагићеве теорије „уврнутим“ и „апсурдним“ и изразио забринутост јер се недовољна пажња поклања заштити „богатог археолошког наслеђа Босне“ од „пљачке и неконтролисане и неовлашћене градње“. Након што је лично посетио локалитет, Хардинг је изјавио: „видели смо поља природног камена (брече), са фисурама и пукотинама; али ни трага било чему што би личило на археологију."
Чланови геолошког тима који су вршили испитивања терена за рачун Фондације „Археолошки парк: Босанска пирамида сунца“, одржали су конференцију за штампу 8. маја 2006. у Тузли у циљу објављивања резултата својих истраживања. Професори Рударско геолошког факултета Универзитета у Тузли, које је предводио професор др Сејфудин Врабац, закључили су „како је установљено да је Височица природна геолошка творевина, која се састоји од класичних седимената слојевите грађе, различите дебљине, и да је њен облик посљедица ендодинамичких и егзодинамичких процеса у постмиоценском раздобљу“.
Према наводима професора Врапца, стручњака за палеогеологију: „на подручју Сарајевско-Зеничког рударског базена, таквих морфолошких облика има на десетине“. Извештај Тима за геолошка истраживања Височице, начињен на основу испитивања шест бушотина дубине од 3 до 17 m, подржало је Знанствено-наставно вијеће Рударско геолошког факултета и Удружење геолога Федерације Босне и Херцеговине.
Јуна 2006, име једног од највећих египтолога данашњице, професора Захија Хаваса је доведено у везу са ископавањима на Височици. Османагић је изнео тврдње да је професор Хавас препоручио наводног „експерта“ Али Абд Ала Бараката да истражи брда. Хавас је порекао било какву везу са овиме, оптужујући Османагића да је „давао лажне информације“, и објаснио да Баракат „не зна ништа о Египатским пирамидама“.
Без обзира на оваку Хавасову реакцију, Фондација „Археолошки парк: Босанска пирамида сунца“ је објавила да је Баракат обавио истраживање брда и изјавио „По мом мишљењу, ово је нека врста пирамиде, вероватно примитивна пирамида." Новембра 2007, на ВЕБ страни Фондације, постављен је Баракатов извештај на енглеском.
Османагић је позвао и геолога и алтернативног археолога Роберта Шоха (енгл. Robert Schoch) да посети локацију. У свом прелиминарном извештају, он је закључио да постоје природна геолошка објашњења за све појаве за које је Османагић тврдио да су дело људских руку. Шохова ВЕБ страна наводи да је „ископавањима нанета изузетна штета“ и оптужује Османагића за покретање „смишљене кампање ради довођења у заблуду“.
"Археолошки парк: Босанска пирамида сунца“ је 2007. објавио извештај египтолога Набила Мохамеда Абдел Свелима у којем се тврди да је Височица у ствари највећа пирамида на свету. Након две посете Високом, он је објавио извештај у којем је закључио: „Аргументи за или против, не могу утицати на чињеницу да је концепт пирамиде и одговарајући облик очигледан и да га свако може видети ”. Упркос овим наводима, Свелим је 2010. објавио извештај у којем је објаснио да није тврдио да је Височица дело људских руку, већ се послужио изразом пирамида за било који предмет, природни или вештачки, који представља ово тело у геометријском смислу.
Поред споменутих и многи други домаћи и страни научници су изразили сумњу у вези са постојањем пирамиде на Височици. Покренута је и петиција под називом 'Зауставимо Османагића Сада!' Многи наводе да не постоје историјске чињенице по којима би се могло тврдити да у Високом постоји пирамида и осуђују било какве радове на Височици која је национални споменик Босне и Херцеговине и сматрају било коју активност на овом месту рушењем и оштећивањем културног добра.

## Афера Измо Гулић
Афера „Измо Гулић“ је превара блогера познатог као Измо Гулић, направљена на штету Османагића и његове фондације. Фебруара 2008, Измо Гулић је послао два текста пуна бесмислица, маскирана псеудонаучним и „њу ејџ“ жаргоном, потписавши се као „Dr. Phil. Амер Ковачевић“, тражећи да се објаве на интернет страници Семира Османагића.
Гулић је ове текстове послао као експеримент, да би проверио хоће ли та интернет страница, на којој се тврди да је посвећена озбиљном научном археолошком и геолошком истраживању, прихватити да објави његове текстове који нису имали никакво упориште у реалности. Оба чланка су сместа била објављена по личној препоруци Семира Османагића под насловом: Босански љиљан: једно размишљање у прилог тезама Семира Османагића. Након тога је члан Османагићевог тима превео један од текстова на енглески, да би затим уследило објављивање сличног чланка који је написао Османагићев сарадник, Даворин Врбанчић, очигледно надахнут бесмислицама које је написао наводни  Амер Ковачевић.
Након што је Измо Гулић објавио на свом блогу да су оба текста превара и да је наводни  Амер Ковачевић измишљена особа, ни Османагић ни његови сарадници нису реаговали ни на који начин, нити су ови текстови уклоњени са интернет странице.